# Myurium sinicum
Myurium sinicum là một loài Rêu trong họ Myuriaceae. Loài này được (Mitt.) Broth. miêu tả khoa học đầu tiên năm 1925.